# Маріано Баптіста
Маріано Баптіста Касерта (ісп. Mariano Baptista; 16 липня 1832 — 19 березня 1907) — болівійський політичний діяч, президент країни у 1892—1896 роках. Член Консервативної партії.

## Біографія
На відміну від свого попередника Анісето Арсе, Баптіста узяв курс на примирення з лібералами. З цією метою він оголосив амністію та зробив усе для того, щоб правити прозоро, забезпечити верховенство права. Втім, йому не вдалось уникнути неприємностей. Його репутацію було зіпсовано, коли колишній президент Іларіон Даса, який повернувся до країни, щоб довести свою правоту в діях під час тихоокеанської війни, був убитий власним охоронцем, лишень перетнувши державний кордон. Це убивство не було пояснено й нікого не було покарано. Більшість болівійців звинуватила в цьому злочині адміністрацію Баптісти.
Тим не менше, за часів правління Баптісти було підписано низку важливих міжнародних угод. Серед них варто відзначити угоди з Аргентиною з приводу Пуна-де-Атакама, з Парагваєм стосовно спірної території Чако та інші — з Бразилією та Перу. Баптіста також брав участь у підписанні першого (попереднього) мирного договору стосовно завершення війни в Тихому океані. Він пішов з політики після завершення терміну повноважень та помер 1907 року.